# Jane Cavendish
Jane Cavendish (ur. 1621, zm. 8 października 1669) – angielska poetka i dramatopisarka, córka arystokraty i literata Williama Cavendisha (1592-1676) i siostra Elizabeth Brackley (1616-1663).

## Życiorys
Jane Cavendish przyszła na świat jako córka Williama Cavendisha, księcia Newcastle upon Tyne i jego pierwszej żony Elizabeth Basset Howard. Macochą Jane i jej siostry stała się głośna wówczas pisarka Margaret Cavendish. W 1654 Jane poślubiła Charlesa Cheyne’a, wicehrabiego Newhaven. Jane przeżyła siostrę, Elizabeth której śmierć uczciła elegią. Sama zmarła 8 października 1669 w wieku 48 lat, prawdopodobnie na epilepsję.

## Twórczość
Jane Cavendish często pisała razem z siostrą. Razem stworzyły między innymi sztukę The Concealed Fansyes. Fabuła dramatu odwołuje się do ich własnych doświadczeń z okresu wojny domowej. Jane jest również autorką wielu wierszy lirycznych, jak On my honorable Grandmother, Elizabeth Countess of Shrewbury, Answeare to my Lady Alice Edgertons Songe, Of I prethy send mee back my Hart i On the 30th of June to God.